# Viva Maria!
A Viva Maria! egy 1965-ben bemutatott francia filmvígjáték. A francia új hullám egyik fenegyereke, a Zazie alkotója, Louis Malle rendezte.
A két főszereplőt nevezték a 20. BAFTA-díjra, közülük Moreau meg is kapta.

## Történet
Valahol Közép-Amerikában játszódik a film, 1907-ben. Egy ír terrorista lánya (Maria) apja halála után találkozik egy másik Maria nevű lánnyal, aki cirkuszi énekesnő. Ő is beáll artistának. Első fellépésük fergeteges sikerű, habár véletlen sztriptízbe torkollik, ami a cirkuszukat azonnal ismertté teszi. A helyszínen kitörő forradalom alatt Maria I beleszeret a forradalom vezetőjébe, Flores-be. A forradalmár halálos sebesülése a lányt forradalmárrá teszi. Maria II is csatlakozik a harchoz.
A filmművészet a hatvanas években felnőtté vált, komollyá vált, sokdioptriás szemüveget kapott, minden mást jelentett benne, mint ami a képen volt: nagy szerencse, hogy modernségében is giccses Michel Legrand- vagy Delerue-zene, meg történelmi blődli, és szőke és barna, éneklő és vetkőző színésznők nélkül továbbra sem lehetett filmet csinálni.